# SB Cabby
SB Cabby est une ancienne barge de la Tamise à gréement à livarde. Elle est la dernière péniche en bois construite à Rochester en 1928.

Il est classé bateau historique depuis 1996 par le National Historic Ships UK  et au registre du National Historic Fleet.

## Histoire
Cette Thames sailing barge (en) (barge de la Tamise), construite en 1928 au chantier London & Rochester Barge Co. à Rochester, dans le Kent. Sa construction a commencé en 1925, mais en raison d'une baisse du trafic commercial, elle n'a pas été achevée avant 1928. Pendant plus de 10 ans, Cabby a transporté des céréales, des aliments pour animaux, du bois et d'autres cargaisons en vrac entre les quais de Londres, Colchester, Whitstable et divers ports sur la côte sud-est de l'Angleterre. Elle pouvait transporter jusqu'à 160 tonnes de fret.
Cabby se trouvait à Ipswich en 1940 quand elle fut réquisitionnée par la Royal Navy pour transporter de l'eau potable aux troupes britanniques à Dunkerque. Au lieu de cela, elle fut envoyée dans les Downs pour attendre des instructions supplémentaires qui l'ont envoyé, plusieurs jours après, à Brest puis à Plymouth. Elle servit alors en Irlande, sur la Clyde, et puis aux Hébrides où elle a reçu une nouvelle timonerie. Puis elle passa le reste des années de guerre à Greenock. 
À la fin de la guerre, Cabby retourna à son service commercial d'avant-guerre jusqu'à la fin des années 1960. Elle a été converti au transport de passagers. À l'exception de son moteur et de ses aménagements intérieurs, Cabby a retrouvé son aspect original et navigue comme voilier de plaisance.